# Nuthurst
Nuthurst – wieś w Anglii, w hrabstwie West Sussex, w dystrykcie Horsham. Leży 40 km na północny wschód od miasta Chichester i 56 km na południe od Londynu. W 2001 miejscowość liczyła 1711 mieszkańców.